# Gawayn
Gawayn ist eine französisch-italienische Zeichentrickserie, die zwischen 2009 und 2012 produziert wurde.

## Handlung
Die Prinzessin Gwendolyn kann den ihr zustehenden Thron nicht besteigen, weil sie von einem eifersüchtigen Herzog klein gezaubert wurde. Sie macht sich auf die Suche nach den „Kristall von Gawayn“ mit dem sie den Zauber brechen kann. Dabei begleiten sie der Ritter Sir Roderick und drei Kinder: Elspeth, die angehende Zauberin, William, ein schlauer und intelligenter Junge und Xiao Long, der sich als chinesischen Fachmann für Meditation, Kochen und Kampfsport sieht. Gemeinsam erleben sie viele Abenteuer und werden zu Freunden. Der Herzog will verhindern, dass die Prinzessin wieder groß wird und setzt dafür mit seinem Begleiter, der Kakerlake Rex, alles daran sie auf ihrem Weg aufzuhalten.

## Produktion und Veröffentlichung
Die Serie wurde zwischen 2009 und 2012 von Alphanim und Mondo TV unter der Regie von Luc Vinciguerra und dem Drehbuch von Richie Conroy in Frankreich und Italien produziert. Dabei sind 2 Staffeln mit 104 Folgen entstanden, wobei allerdings nur die erste Staffel auf Deutsch ausgestrahlt wurde. Die Musik stammt von Hans Helewaut. 
Die deutsche Erstausstrahlung fand am 17. August 2009 auf KI.KA statt. Weitere Wiederholungen erfolgten auf Das Erste.

## Episodenliste

### Staffel 1
| Folge (gesamt) | Folge (Staffel) | deutscher Titel            | deutsche Erstausstrahlung | Originaltitel                           |
| 1              | 01              | Die verhexte Brücke        | 17.08.2009                | Le pont des castors                     |
| 2              | 02              | Die Insel der Abenteuer    | 05.01.2010                | Peut mieux faire                        |
| 3              | 03              | Der Streit mit der Puppe   | 18.08.2009                | Une poupée pour la princesse            |
| 4              | 04              | Der verrückte Koch         | 07.01.2010                | Le cuistot dingue                       |
| 5              | 05              | Der rasende Ritter         | 05.09.2009                | Permis de chevalerie                    |
| 6              | 06              | Der Kampf im Schleim       | 19.08.2009                | Des escargots tout chauds               |
| 7              | 07              | Im Bauch des Drachen       | 12.09.2009                | Voyage au cœur du dragon                |
| 8              | 08              | Die tapfere Prinzessin     | 13.01.2010                | Recherche nouvelle équipe désespérément |
| 9              | 09              | Die Prinzessinnen-Prüfung  | 20.08.2009                | Princesse Rodericka                     |
| 10             | 10              | Der Karate-Traum           | 15.01.2010                | Aventures au pays des rêves             |
| 11             | 11              | Das Turnier des Schreckens | 18.09.2009                | Le roi de la joute                      |
| 12             | 12              | Die Hochzeit des Herzogs   | 21.08.2009                | Un mariage d’enfer                      |
| 13             | 13              | Der Flug mit dem Drachen   | 03.10.2009                | Embarquement immédiat                   |
| 14             | 14              | Der große Erfinder         | 02.07.2012                | Philibert de Vinci                      |
| 15             | 15              | Kopf oder Zahl             | 24.08.2009                | Et la roue tourne                       |
| 16             | 16              | Der eingebildete Ritter    | 26.08.2011                | Enquête de quête                        |
| 17             | 17              | Das verrückte Schwert      | 17.10.2009                | L’épée de joie                          |
| 18             | 18              | Die Monster-Rüstung        | 25.08.2009                | Un amour d’armure                       |
| 19             | 19              | Der Grusel-Wald            | 24.10.2009                | La malédiction                          |
| 20             | 20              | Das Ritter-Spiel           | 08.07.2012                | Le très méchant chevalier               |
| 21             | 21              | Die schweigsamen Mönche    | 26.08.2009                | L’habit ne fait pas le moine            |
| 22             | 22              | Die fürchterlichen Feen    | 09.09.2011                | Les fées féroces                        |
| 23             | 23              | Die Zeitschleife           | 07.11.2009                | Bob Bob le magicien                     |
| 24             | 24              | Der Bart ohne Haare        | 27.08.2009                | Tous à bord !                           |
| 25             | 25              | Die Formel 1 der Ritter    | 14.11.2009                | Attachez vos ceintures                  |
| 26             | 26              | Die Höllenhunde            | 14.07.2012                | Mec, elle est où ma gwenmobile ?        |
| 27             | 27              | Der Teddy des Herzogs      | 28.08.2009                | Monsieur Pantalon                       |
| 28             | 28              | Der getarnte Herzog        | 16.07.2012                | Le dupe du Duc                          |
| 29             | 29              | Das verzauberte Glück      | 28.11.2009                | La forêt des tuiles                     |
| 30             | 30              | Die Angst des Ritters      | 18.07.2012                | Le secret de Roderick                   |
| 31             | 31              | Der Überläufer             | 05.12.2009                | Rex l’aventurier                        |
| 32             | 32              | Der Hexenfluch             | 20.07.2012                | Les sorcières de Zarbiville             |
| 33             | 33              | Die Luftpost des Herzogs   | 12.12.2009                | Les mauvaises nouvelles vont vite       |
| 34             | 34              | Das größte Übel            | 22.07.2012                | M comme méchant !                       |
| 35             | 35              | Der Kopfgeldjäger          | 19.12.2009                | Une idée de génie !                     |
| 36             | 36              | Die Wellness-Falle         | 24.07.2012                | Château thalasso                        |
| 37             | 37              | Der tückische Job          | 02.01.2010                | Chevalier à louer                       |
| 38             | 38              | Die Träne des Herzogs      | 26.07.2012                | Une larme en or                         |
| 39             | 39              | Die Kraft der Zwiebel      | 09.01.2010                | La force de l’oignon                    |
| 40             | 40              | Der Zauber gegen Heimweh   | 28.07.2012                | Le bon vieux temps                      |
| 41             | 41              | Das Geburtstagsgeschenk    | 16.01.2010                | La maison de poupées                    |
| 42             | 42              | Die Dauer-Glotzer          | 30.07.2012                | On vous espionne                        |
| 43             | 43              | Der falsche Kristall       | 23.01.2010                | Sculpture culte                         |
| 44             | 44              | Der Super-Agent            | 01.08.2012                | Mon nom est Pond                        |
| 45             | 45              | Die Kristall-Kugel         | 07.09.2009                | Catastrophes en série                   |
| 46             | 46              | Die Hexenbücherei          | 03.08.2012                | La bibliothèque d’enfer                 |
| 47             | 47              | Das große Quiz             | 08.09.2009                | Question pour un diamant                |
| 48             | 48              | Das verwandelte Monster    | 05.08.2012                | Un ogre en vaut deux                    |
| 49             | 49              | Das Labyrinth              | 09.09.2009                | Le labyrinthe                           |
| 50             | 50              | Die Spinne                 | 07.08.2012                | Lapin incognito                         |
| 51             | 51              | Das verlorene Gedächtnis   | 10.09.2009                | La mémoire qui flanche, première partie |
| 52             | 52              | Die Strafe für den Herzog  | 09.08.2012                | La mémoire qui flanche, deuxième partie |

### Staffel 2
| Folge (gesamt) | Folge (Staffel) | Originaltitel                              |
| 53             | 01              | Roderick superstar                         |
| 54             | 02              | Duc oui Duc                                |
| 55             | 03              | Xiao quitte l’aventure                     |
| 56             | 04              | Docteur Roderick                           |
| 57             | 05              | Le congrès des animaux                     |
| 58             | 06              | Bisou ou pas bisou                         |
| 59             | 07              | Format super extra large                   |
| 60             | 08              | La folie des courses                       |
| 61             | 09              | Tous aux fourneaux !                       |
| 62             | 10              | Le mariage du siècle                       |
| 63             | 11              | Une princesse de rêve                      |
| 64             | 12              | Les éco-aventuriers                        |
| 65             | 13              | Excès de vitesse / La championne de France |
| 66             | 14              | Le meilleur ami de Roderick                |
| 67             | 15              | Grand-Père court-circuité                  |
| 68             | 16              | Capitaine Roderick                         |
| 69             | 17              | Les fruits de la jeunesse                  |
| 70             | 18              | Il faut sauver Griselda                    |
| 71             | 19              | Les extra-terrestres sont parmi nous       |
| 72             | 20              | Le grand match de splotchball              |
| 73             | 21              | Coin-coin                                  |
| 74             | 22              | Les super aventuriers                      |
| 75             | 23              | La nuit au château                         |
| 76             | 24              | Retour à l’école                           |
| 77             | 25              | À tout prix !                              |
| 78             | 26              | L’abominable nounours                      |
| 79             | 27              | Des aventuriers dernière génération        |
| 80             | 28              | Sandwich et salade                         |
| 81             | 29              | Deuxième chance                            |
| 82             | 30              | Bras de fer                                |
| 83             | 31              | Le sac à main                              |
| 84             | 32              | Diviser pour régner                        |
| 85             | 33              | Le nouvel empereur des méchants            |
| 86             | 34              | Echange maison contre grand livre          |
| 87             | 35              | Qui sera la nouvelle vedette ?             |
| 88             | 36              | Lapingrad                                  |
| 89             | 37              | Une purée un peu spéciale                  |
| 90             | 38              | Faux et usage de faux                      |
| 91             | 39              | Voyage dans le temps                       |
| 92             | 40              | La mama du Duc                             |
| 93             | 41              | Le fan                                     |
| 94             | 42              | Les aventuriers mènent le bal              |
| 95             | 43              | Trou noir                                  |
| 96             | 44              | Le grand livre est malade                  |
| 97             | 45              | Le plus beau jour de sa vie                |
| 98             | 46              | Le sixième aventurier                      |
| 99             | 47              | La championne de catch                     |
| 100            | 48              | Fais de beaux rêves                        |
| 101            | 49              | Un vrai conte de fées                      |
| 102            | 50              | L’île paradisiaque                         |
| 103            | 51              | Oh vieillesse ennemie !                    |
| 104            | 52              | La fête foraine                            |